# Nehemiah Cutter

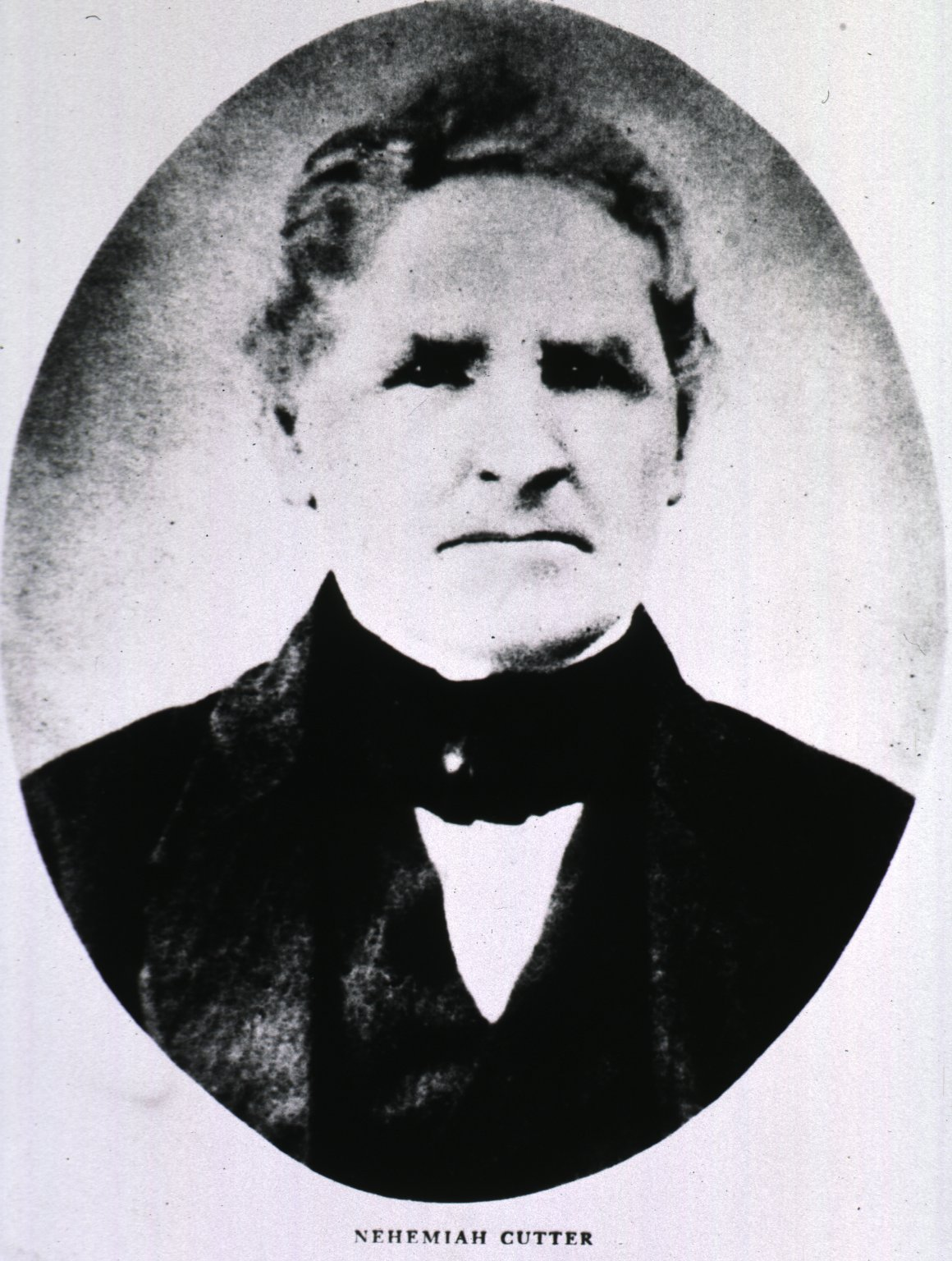
Nehemiah Cutter

Nehemiah Cutter (ur. 30 marca 1787 w Jaffrey, zm. 15 marca 1859 w Pepperell) – amerykański lekarz psychiatra.
Ukończył Middlebury College w 1814, dyplom lekarza otrzymał na Uniwersytecie Yale w 1817. Praktykował w Pepperell. Prowadził założony w 1834 zakład psychiatryczny Cutter Retreat. Współpracował z Jamesem S.N. Howe’em i Charlesem E. Parkerem. Po jego śmierci ukazało się obszerne wspomnienie w „American Journal of Insanity”.